# زاربینتسه
زاربینتسه (به صربی: Zarbince) یک منطقهٔ مسکونی در صربستان است که در بوجانوواچ واقع شده‌است. زاربینتسه ۶۵۲ نفر جمعیت دارد.